# Professor catedrático

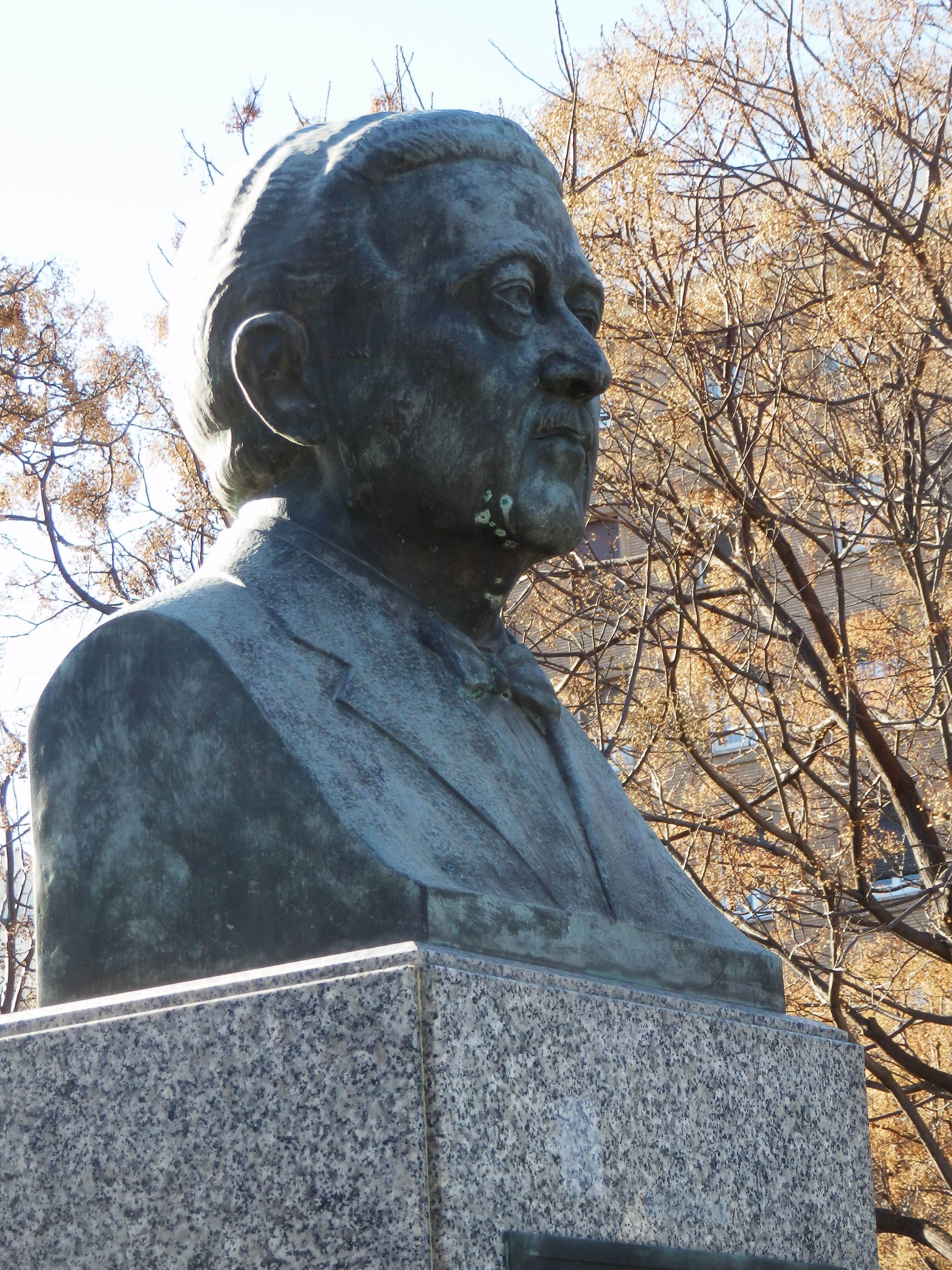
Busto de Antonio Beltrán Martínez, catedrático da Universidade de Saragoça.

Professor catedrático (no Brasil também denominado professor titular) é a categoria mais elevada da carreira docente universitária em Portugal e no Brasil, respectivamente. Antigamente, era chamado de lente (do termo latino legente, "que lê").

## Portugal
Professor catedrático é a categoria de topo da carreira docente nas instituições de ensino superior universitárias portuguesas (as outras categorias são professor auxiliar e professor associado).
Os professores catedráticos são recrutados exclusivamente por concurso documental de carácter internacional  e aberto para uma área ou áreas disciplinares, especificadas no aviso de abertura.
Ao concurso para recrutamento de professores catedráticos podem candidatar-se os titulares do grau de doutor há mais de cinco anos igualmente detentores do título de agregado.
Ao professor catedrático compete a coordenação da orientação pedagógica e científica de uma área de estudos, de acordo com a estrutura orgânica da respectiva instituição de ensino superior, competindo-lhe ainda, designadamente:
- Reger disciplinas dos cursos de licenciatura, disciplinas em cursos de pós-graduação ou dirigir seminários;
- Dirigir as respectivas aulas práticas ou teórico-práticas, bem como trabalhos de laboratório ou de campo, não lhe sendo, no entanto, normalmente exigido serviço docente em aulas ou trabalhos dessa natureza;
- Coordenar, com os restantes professores do seu grupo ou departamento, os programas, o estudo e a aplicação de métodos de ensino e investigação relativos às disciplinas desse grupo ou departamento;
- Dirigir e realizar trabalhos de investigação;
- Substituir, nas suas faltas ou impedimentos, os restantes professores catedráticos do seu grupo.

Em Portugal, na carreira de docência universitária as três principais categorias são professor auxiliar, professor associado e professor catedrático.
Em 2009, a categoria de Professor Extraordinário foi fundida com a de Catedrático, adoptando a última designação. A fusão deveu-se a ambas as categorias profissionais terem funções quase idênticas e exigências similares nas provas de concurso que lhes davam acesso.

## Brasil
O topo da carreira académica no Brasil é o cargo de professor titular, ao qual se ascende por concurso público de provas e títulos, no qual somente podem se inscrever os detentores do título de doutor, bem como pessoas de notório saber.

## Estados Unidos
Nos Estados Unidos, o termo professor é reservado apenas a indivíduos que ministram aulas em instituições de ensino superior (college ou university). Professores do ensino fundamental ou médio são denominados 'teachers'. além do ensino propriamente dito, professors nas universidades estadunidenses dedicam-se principalmente a atividades de pesquisa, incluindo a orientação de alunos de pós-graduação.
Em geral, o grau acadêmico de doutor (Ph.D. ou equivalente) é exigido para ingresso na carreira de professor nas universidades estadunidenses no nível inicial de professor assistente (assistant professor). Após alguns anos, um Professor Assistente pode ser promovido a professor associado (associate professor) e, posteriormente, a professor pleno (full professor, ou simplesmente professor). um pequeno número de professores plenos que se destacam pelas suas atividades de pesquisa são nomeados distinguished professors (ou endowed professors), quer isto dizer que passam a deter uma cátedra pessoal (personal chair) designada por um nome específico (normalmente o nome do patrocinador, pessoa física ou jurídica, que financiou/financia a cátedra).
Professores plenos (e, na maioria das vezes, professores associados) possuem a garantia de tenure, isto é, proteção contra demissão sumária. Esta prerrogativa, semelhante àquela a que têm direito os juízes federais nos Estados Unidos, tem por objetivo garantir a liberdade acadêmica, protegendo professores seniores de pressões de natureza política e/ou ideológica.

## Reino Unido
No Reino Unido, o uso do título professor é ainda mais restrito do que nos Estados Unidos, sendo reservado apenas a docentes seniores em universidades. O nível inicial da carreira acadêmica em universidades britânicas, aberto normalmente a indivíduos que já detenham o grau de doutor, é designado lecturer. seguem-se os níveis de senior lecturer, reader e, finalmente, professor, este último atingido apenas por um número muito pequeno de indivíduos que normalmente são chefes de departamentos acadêmicos ou detêm uma cátedra pessoal. Grosso modo, Lecturers no sistema britânico seriam equivalentes a Assistant Professors no sistema estadunidense, enquanto o título de Reader seria equivalente a Associate Professor ou Professor nos Estados Unidos. O título de Professor propriamente dito no Reino Unido seria por sua vez comparável a um distinguished professor ou university/institute professor nos Estados Unidos.
Como nos Estados Unidos, professores do ensino fundamental e médio no Reino Unido são denominados teachers, nunca professors.

## Outros países europeus
Em vários países da Europa, por exemplo, França e Alemanha, o título de professor é também reservado, nas universidades, apenas a docentes seniores. Ao contrário do que acontece nos países de língua inglesa porém, a promoção ao nível de Professor requer que, além do grau acadêmico de doutor, o candidato passe também pelo processo de habilitação (semelhante à antiga livre-docência no Brasil), que normalmente exige a submissão de uma segunda tese (monográfica ou cumulativa) e uma aula pública ministrada perante uma banca de especialistas. Em geral, são necessários vários anos de experiência profissional ou acadêmica após a conclusão do doutoramento para que um indivíduo se qualifique a obter uma habilitação.
Membros do corpo docente de uma universidade que possuem o grau de doutor, mas não passaram ainda pela habilitação, são normalmente designados maître de conférences ("mestre de conferências") na frança, e wissenschaftlicher assistent ("assistente científico") ou akademischer rat ("conselheiro acadêmico") na Alemanha, não usando portanto a designação de "professores". Alguns estados alemães introduziram, entretanto recentemente a posição de junior professor, equivalente ao assistant professor nos Estados Unidos, e prescindindo da necessidade de habilitação.
Deve-se registrar também que, apesar do uso restrito do termo "professor" nas universidades europeias, um indivíduo que ministra aulas no ensino fundamental e médio na França (enseignant) é também dito profésseur des écoles (em oposição a um profésseur des universités). Na Alemanha, por motivos históricos, permite-se a alguns poucos docentes seniores do ensino médio com tenure que usem o título de professor. Em geral, porém, um professor secundário na Alemanha é denominado lehrer, não professor.